# Juan Pacheco (Fußballspieler)
Juan Pacheco war ein chilenischer Fußballspieler auf der Position eines Stürmers.

## Karriere
Juan Pacheco spielte 1933 und 1934 für den CD Magallanes. Dabei verhalf er der Mannschaft zu den ersten beiden Meisterschaften in der Historie der neu gegründeten Primera División. Bei der Meisterschaft 1933 steuerte der Stürmer wie Teamkollege José Avendaño sechs Treffer bei. Weitere Karrierestationen sind nicht bekannt.

## Erfolge
Magallanes
- Chilenischer Meister: 1933, 1934